# Timbang Deli (Medan Amplas)
Timbang Deli is een bestuurslaag in het regentschap Medan van de provincie Noord-Sumatra, Indonesië. Timbang Deli telt 16.260 inwoners (volkstelling 2010).